# Plumegesta callidalis
Plumegesta callidalis is een vlinder uit de familie van de grasmotten (Crambidae), uit de onderfamilie van de Glaphyriinae. De wetenschappelijke naam van de soort is voor het eerst gepubliceerd in 1901 door George Francis Hampson.
De soort komt voor in de Bahama's.